# 佐布里パークロード
佐布里パークロード（そうりパークロード）は、愛知県知多市に存在する遊歩道。

## 概要
1972年（昭和47年）開通。愛知県道24号知多東浦線の長曽橋西交差点から信濃川の左岸を通り、佐布里池に至る。全長約3km。ちょうど佐布里地区原型集落の中心軸をたどる形の経路となっている。
この道路の地下には臨海工業地帯への導水管が埋まっている。もともとはこの導水管上に愛知県が作った管理用の道路であった。開通当時に市の花でもあるツツジが周辺住民により植樹され、市役所と並ぶツツジの名所となった。
遊歩道としての整備は1991年（平成3年）に設立された市民団体「210円ゆめの会」が呼び掛けたものである。会は知多市制20周年（1990年（平成2年））記念事業の実行委員会を母体に、町作りについて市民が話し合う定例の場として設けられたもので、パークロードの整備は会設立後、最初に企画されたものであった。構想は市も巻き込んで具体化、1992年（平成4年）12月には愛知県の「愛知のふるさとづくり事業」に採択され、1993年（平成5年）度から2年を費やし遊歩道に整備された。完成後も知多市はパークロードを佐布里池への散策ルートを多様化するうえで軸となる経路と位置付け、付帯設備などパークロード自体の整備を継続、210円ゆめの会による周辺植樹活動も展開された。
整備後はイベントにも活用されており、2009年（平成21年）には「東海自然歩け歩け大会」の経路としても使用された。

## 交差する道路
- 愛知県道24号知多東浦線（長曽橋西交差点）
- 愛知県道252号大府常滑線
- 愛知県道254号白沢八幡線（七反田交差点）